# Tori Fatehpur
Lo Stato di Tori Fatehpur (detto anche Stato di Tori) fu uno stato principesco del subcontinente indiano, avente per capitale la città di Tori.

## Storia
Lo stato di Tori Fatehpur venne fondato nella regione del Bundelkhand nel 1812 da un discendente della famiglia reale di Orchha, il diwan Rai Singh di Baragaon presso Jhansi. Questi ebbe otto figli i quali ricevettero ciascuno un jagir, tra cui Durwai, Bijna e Tori Fatehpur.
Il Tori Fatehpur era posto in un'area collinare presso Gursarai, a circa 100 km da Jhansi. Il forte locale, posto sulla sommità, venne costruito nel XVIII secolo.
Dopo l'indipendenza indiana, il 1 gennaio 1950, Tori Fatehpur entrò a far parte dell'Unione Indiana e venne unito allo stato del Vindhya Pradesh.

## Governanti
La famiglia regnante ebbe il titolo di Diwan Saheb.